# الخناسنة (دار الشافعي)
الخناسنة هي إحدى مشيخات المملكة المغربية، تتبع جغرافيا لإقليم سطات وإداريًا لدار الشافعي. يقدر عدد سكانها بـ 8450 نسمة حسب الإحصاء الرسمي للسكان والسكنى لسنة 2004.